# Battaglia di Borgoforte
La battaglia di Borgoforte fu uno scontro militare avvenuto il 29 ottobre 1397 a Borgoforte (attuale frazione del comune di Borgo Virgilio in provincia di Mantova), fra l'esercito milanese, che pretendeva di inglobare la città di Mantova all'interno del dominio del ducato di Milano, e l'esercito mantovano.

## Antefatti
Il 30 marzo 1397 Gian Galeazzo Visconti iniziò una guerra contro Mantova, incaricando Jacopo dal Verme di andare verso Borgoforte, che venne posta sotto assedio, Ugolotto Biancardo di andare verso Verona, inviando i rinforzi lungo il fiume Po e infine Alberico da Barbiano in direzione di Pisa per impedire l'arrivo dei rinforzi fiorentini. Dopo aver devastato il territorio, Biancardo si diresse verso Mantova.
Francesco I Gonzaga, capitano della città di Mantova, a seguito dell'entrata dei milanesi nel serraglio di Mantova, si era rifugiato e rimaneva nascosto a Governolo, mentre la flotta del duca di Milano stazionava nel Po, e andò a domandare aiuto ai principi italiani. Risposero alla richiesta di aiuto la Repubblica di Firenze, Giovanni Bentivoglio di Bologna, Ugo di Monforte di Imola, Pandolfo Malatesta per conto di Ravenna e Faenza, comandati da Carlo I Malatesta di Rimini . Carlo I Malatesta attraversò con l'esercito il Po a Bondeno e andò ad attaccare Ugolotto Biancardo, sconfiggendolo e riuscendo così ad entrare a Governolo. In seguito giunse il signore di Mantova, con cui combatté e sconfisse Biancardo. Nel frattempo, le navi ferraresi e mantovane attaccarono quelle dei milanesi, mettendole in fuga. 
A seguito di queste due sconfitte, l'esercito alleato di Jacopo dal Verme, accampato nel serraglio di Mantova, cadde nel panico e fuggì in fretta abbandonando armi e vettovaglie; tuttavia cadde in mano dei nemici. I Gonzaga riuscirono così a catturare duemila cavalli e cinquanta navi armate, riuscendo così a riconquistare Borgoforte e Mellora.

## Battaglia
Dopo la sconfitta di Ugolotto Biancardo a Governolo, Gian Galeazzo Visconti chiese ad Alberico da Barbiano di unirsi a Jacopo dal Verme per attaccare la lega antivisconti, partendo il 29 ottobre e sconfiggendo i nemici a Borgoforte, catturando ventotto galee.

## Conseguenze
Arrivato di nuovo Jacopo dal Verme alle porte di Mantova, Gian Galeazzo Visconti firmò un armistizio con Francesco I Gonzaga con durata decennale.